# Imperatore in patria, re all'estero
Per "Imperatore in patria, re all'estero" (zh. 外王内帝T, lett. "All'esterno Wáng, all'interno Dì") s'intenda una tipologia di relazione internazionale precipua della sinosfera al tempo dell'Impero cinese nella quale i sovrani degli stati satellite della Cina adottavano il titolo di imperatore (zh. 帝T, DìP o altri equivalenti) e/o altri titoli imperiali a livello nazionale e il titolo di re (zh. 王T, WángP o altri equivalenti) nei loro rapporti diplomatici con l'Impero celeste. Nel protocollo cinese, i monarchi stranieri era pertanto chiamati Altezza (zh. 殿下T) mentre Maestà Imperiale e Maestà (zh. 陛下T) restavano precipui dell'Imperatore della Cina. Questo sistema era applicato, tra gli altri, al Giappone, alla Corea e ai potentati del Vietnam (fond. Dai Viet), nonché agli stati cinesi non ancora parte dell'Impero: es. il Regno di Dali, nell'attuale provincia cinese dello Yunnan.
Poiché la Cina è stata una potenza egemonica nell'Asia orientale per gran parte della sua storia, gli stati circostanti furono costretti a rendere omaggio agli imperatori cinesi in cambio di pace, legittimazione politica e libero scambio di merci, idee, personale tecnico, ecc. In questo sistema, i regimi minori accettavano la sovra-sovranità della Cina e riconoscevano l’imperatore cinese come loro signore supremo nominale. Poiché gli imperatori cinesi affermavano di essere il Figlio del Cielo (zh. 天子T, TiānzǐP) e detenevano la supremazia su 天下T, Tiān XiàP, T'ien¹-Hsia⁴W, lett. "Tutto [ciò che si trova] sotto il Cielo", i sovrani degli stati satellite dovevano usare titoli subordinati a quello dell'Imperatore. La medesima dottrina politica sosteneva inoltre che era possibile l'esistenza di un solo imperatore alla volta.

## Premessa: titoli sovrani nella storia cinese

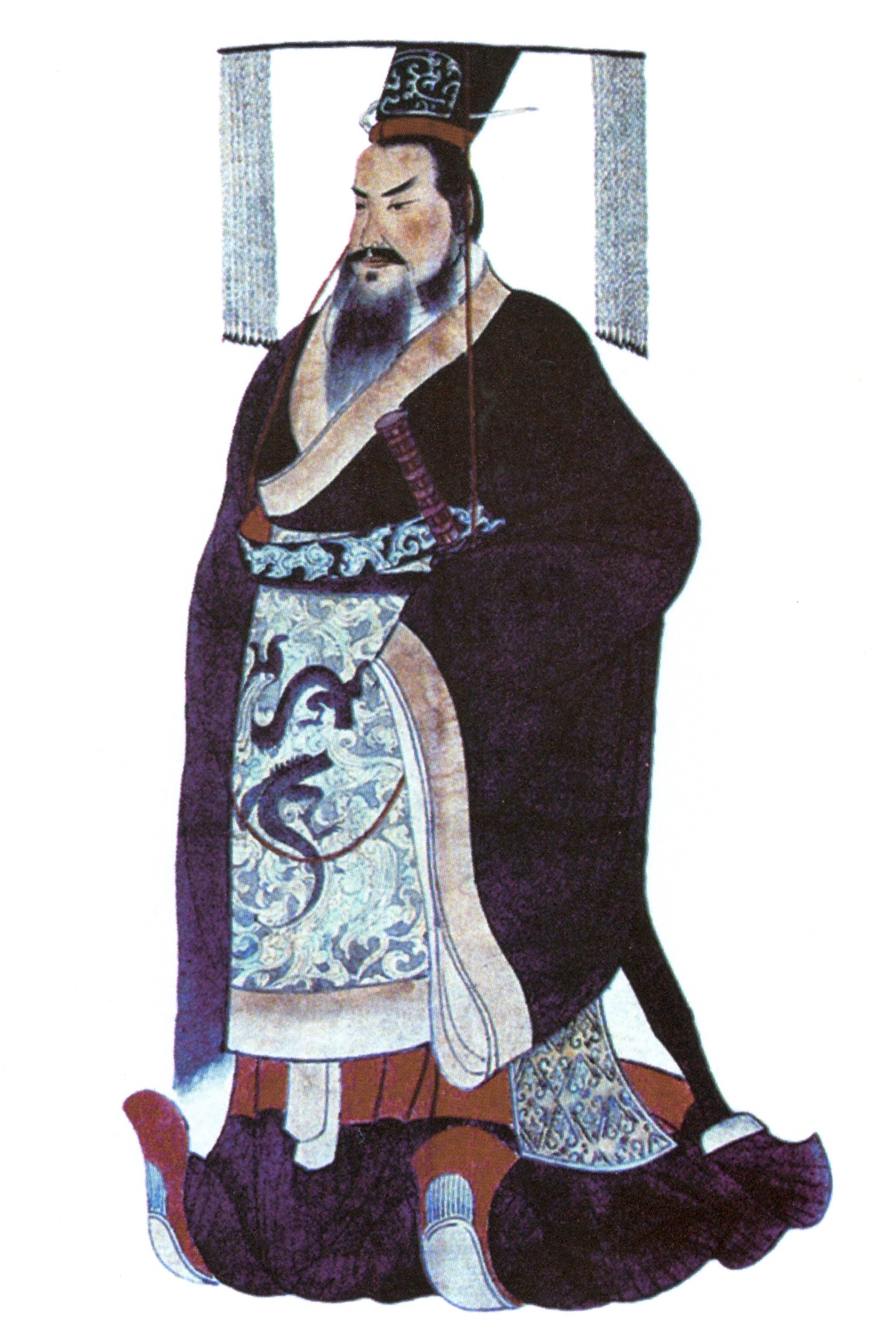
Qin Shi Huangdi, fondatore della dinastia Qin (221–206 a.C.), creò il titolo di Huangdi, traducibile in italiano come "imperatore".

Anche se formalmente era indicato come 天子T, TiānzǐP, lett. "Figlio del Cielo", cioè garante terreno del Mandato celeste (v.si seguito), il potere dell'imperatore cinese variò da regnante a regnante e a seconda delle differenti dinastie, con alcuni imperatori che divennero monarchi assoluti ed altri furono semplicemente figure di facciata, manovrati dei funzionari di corte come eunuchi e famiglie nobili o burocrati.
- Nella prima età, mitica, dei Tre Augusti e Cinque Imperatori, citate nel celebre classico cinese 史記T, ShǐjìP, lett. "Memorie storiche/di uno storico",[2] i sovrani cinesi erano chiamati 皇T, HuángP, lett. "Augusto, Magnificente" o 帝T, DìP, lett. "Dio, Sovrano", nella pratica però resi semplicemente come "Sovrano" nel senso occidentale del termine.
- I sovrani della semi-mitica dinastia Xia (ca. 2100–1600 a.C.), legata alla cultura di Erlitou (ca. 2000–1500 a.C.),[3] e della successiva, proto-storica dinastia Shang (ca. 1600–1046 a.C.), dagli archeologi cinesi ricondotta alla cultura di Erligang (1600–1450 a.C.), si chiamarono 帝T, DìP, lett. "Dio, Sovrano"[4] ma allora il titolo poteva valere come "Re" o "Imperatore" a seconda del periodo e del potere detenuto dal singolo sovrano.
- I sovrani della dinastia Zhou (1450–246 a.C.), subentrata con la forza agli Shang come questi avevano fatto con gli Xia, si definirono 王T, WángP o 國王T, Guó WángP, prima che la dinastia Qin riportasse in auge il termine huangdi che comunque venne tradotto come "imperatore". Il titolo di "Wang" non va confuso col popolare cognome omonimo che non aveva implicazioni regali. I governanti di queste dinastie sono spesso indicati come "re" nella storiografia e solo in alcuni casi come "imperatori".
- Imperatore (zh. 皇帝T, Huáng DìP, lett. "Augusta divinità o Magnificente sovrano") fu il titolo dei capi di stato della Cina unificata dalla dinastia Qin (221–206 a.C.) sino alla caduta della dinastia Qing (1636–1912), nel XX secolo. Il primo imperatore della dinastia di Qin, Qin Shi Huangdi (r. 221–210 a.C.), combinò i due titoli 皇T, HuángP, lett. "Augusto, Magnificente" e 帝T, DìP, lett. "Dio, Sovrano". Dalla dinastia Han (206 a.C.–220 d.C.), il termine di Huangdi venne abbreviato in Huáng o Dì.

Il titolo di Imperatore della Cina era solitamente trasmesso di padre in figlio. Nella norma, l'incarico sarebbe passato anzitutto al primogenito dell'imperatrice, poi al primogenito di una concubina/consorte di primo grado, secondo in linea di successione, e così via. Il nuovo sovrano non era sempre universalmente riconosciuto e la successione contestata, in Cina come altrove, fu causa d'un numero considerevole di guerre civili. A differenza di altri paesi estremorientali, come il Giappone, il regime imperiale cinese permetteva però legalmente il cambio di dinastia e garantiva all'imperatore uscito vincitore dalla contesa di prendere per sé il Trono del Dragone anche se lo sconfitto apparteneva alla dinastia che aveva regnato sino ad allora.
 
Questo era possibile in quanto si credeva nel 天命S, TiānmìngP, lett. "Mandato del Cielo", ovvero che il potere del sovrano discendesse dal mandato conferito dal Cielo; nondimeno, il mandato dipendeva dall'esercizio, da parte del sovrano, della virtù: se questa veniva meno, il mandato veniva revocato. Il Tiānmìng era stato inventato dagli Zhou per giustificare la loro usurpazione del potere agli Shang i cui re-sciamani legittimavano la propria autorità vantando una parentela col potere divino tramite ascendenti sovrannaturali. Gli Zhou, rifacendosi all'allora già strutturantesi storia tradizionale cinese, sostennero la legittimità della loro usurpazione ai danni degli ormai indegni Shang rifacendosi all'usurpazione da questi ultimi connessa ai danni dei mitici Xia dimostratasi indegna del potere divino di cui erano investiti.

## Origine

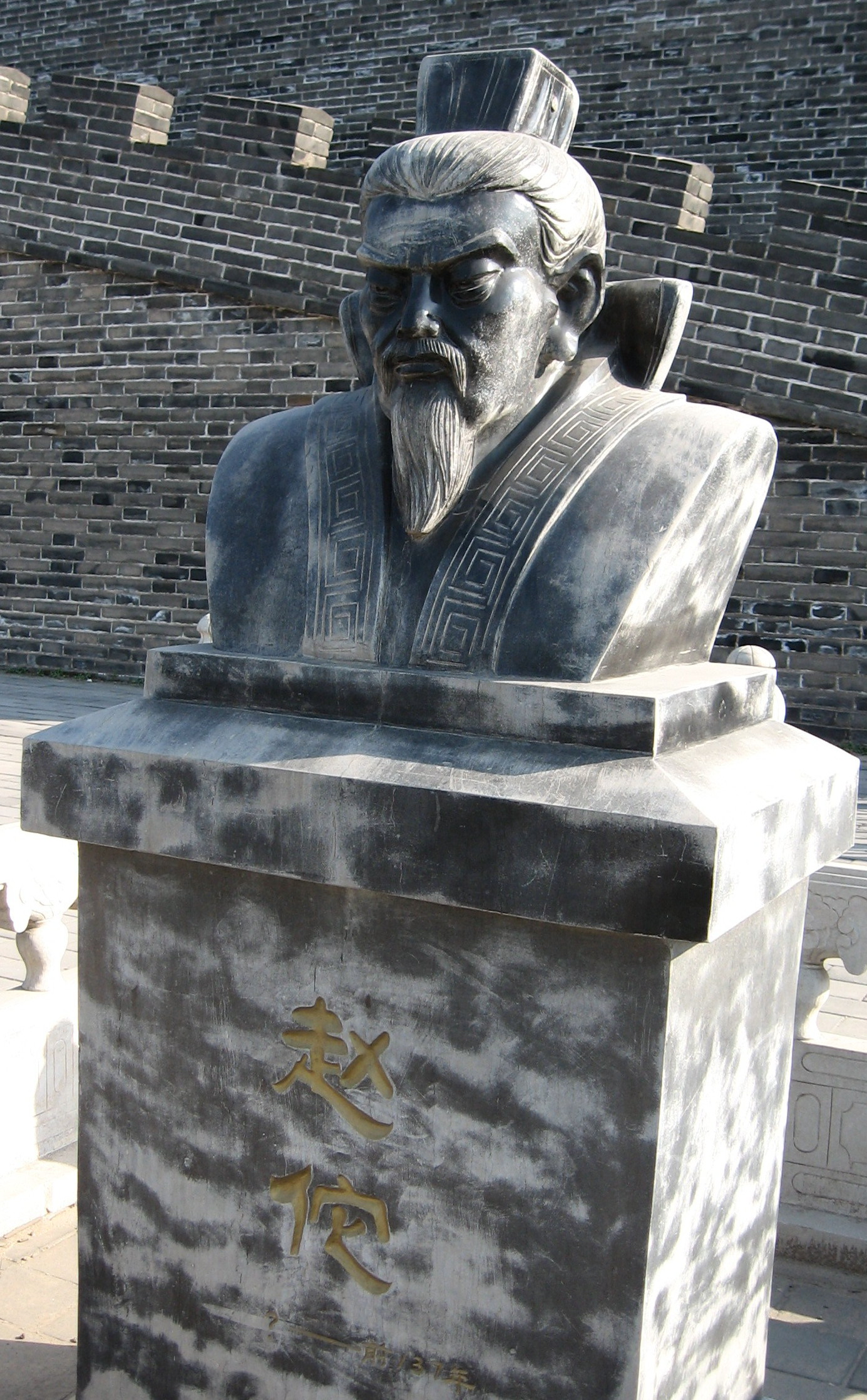
Zhao Tuo, fondatore del regno di Nanyue, il primo.

A seguito della caduta della dinastia Qin (221–206 a.C.), fondatrice dell'Impero cinese dopo il Periodo degli Stati Combattenti (453–221 a.C.), il generale ribelle Xiang Yu divise l'impero Qin nei c.d. "Diciotto Regni", apparentemente riportando la Cina al caos degli Stati Combattenti. Emersero però subito due principali contendenti alla corona imperiale: lo stato di Chu occidentale, guidato da Xiang Yu, e lo stato di Han, guidato da Liu Bang, altro generale Qing. Presero parte allo scontro anche molti re minori ma questi erano in larga parte indipendenti dal conflitto Chu–Han che si concluse nel 202 a.C. con una totale vittoria degli Han e Liu Bang che si proclamò imperatore Han Gaozu (r. 202–195 a.C.) e avviò la longeva dinastia Han (206 a.C.–220 d.C.).
Uno dei fronti secondari della disputa Chu-Han, nella realtà dei fatti del tutto estraneo ai due schieramenti e connaturatosi nella ribellione al nuovo impero centralizzato cinese, coinvolse un'ampia fetta di territorio che, nella Cina del Sud, andava dall'attuale confine tra la Cina e il Vietnam sino alla provincia cinese dello Yunnan, allora indipendente dall'Impero. Profittando della guerra tra Xiang Yu e Liu Bang, il generale Qin Zhao Tuo conquistò le comanderie di Xiang e Guilin, da lui stesso create a seguito delle Campagne Qin contro Banyue, e se ne insignorì, proclamandosi 南越武王T, Nányuè Wǔ WángP, lett. "Re marziale di Nanyue", una compagine statale che comprendeva parti delle moderne province cinesi del Guangdong, del Guangxi, dello Yunnan nonché gran parte del moderno Vietnam del Nord.

Nel 196 a.C., Han Gaozu, ormai imperatore della Cina, preferì riconoscere Zhao 南越王T, Nányuè WángP, lett. "Re di Nanyue" piuttosto che muovergli guerra. Morto Gaozu l'anno dopo (195 a.C.), le redini del potere cinese passarono alla sua spietata moglie, l'imperatrice vedova Lü Zhi (r. 195–180 a.C.), che manovrò tre imperatori fantoccio nella capitale di Chang'an. Prendendo allora a pretesto l'interruzione dei traffici commerciali (fond. del prezioso ferro) tra l'impero Han e Nanyue, Zhao Tuo profittò del traballante potere Han e si autoproclamò (185 a.C.) 南越武帝T, Nányuè Wǔ DìP, lett. "Imperatore marziale di Nanyue", equiparando così il grado nobiliare dell'Imperatore Han, dopodiché mandò le sue truppe a razziare il vicino regno di Changsha, parte dell'impero cinese.

Solo nel 181 a.C., l'imperatrice-vedova inviò il generale Zhou Zao contro Nanyue ma le sue truppe s'ammalarono a causa del caldo e dell'umidità fermando la loro marcia prima di valicare le montagne che immettevano nel regno nemico e furono poi richiamate in patria nel 180 a.C., alla morte di Lü. Zhao colse l'occasione per minacciare e corrompere i leader dei Minyue, degli Ouyue occidentali e dei Luoyue, ottenendone la sottomissione. Zhao smise quindi di inviare ambasciate e tributi a Chang'an. In risposta alla crescente insolenza di Zhao, il nuovo, energico imperatore Han Wendi (r. 180–157) gl'inviò contro il generale Lu Jia e Zhao, spaventato, scrisse una lettera di scuse all'imperatore, s'umiliò promettendo tributi ed annunciando pubblicamente al suo popolo che avrebbe rinunciato al titolo e alle pratiche imperiali, pur di rientrare nelle grazie di Han e nel novero dei feudatari imperiali. Zhao seguitò in realtà a designarsi come 帝T, DìP, lett. "Imperatore" entro i confini di Nanyue, badando però si presentarsi sempre e solo come 王T, WángP, lett. "Re" nei rapporti diplomatici ufficiali con il Figlio del Cielo a Chang'an.

## Diffusione

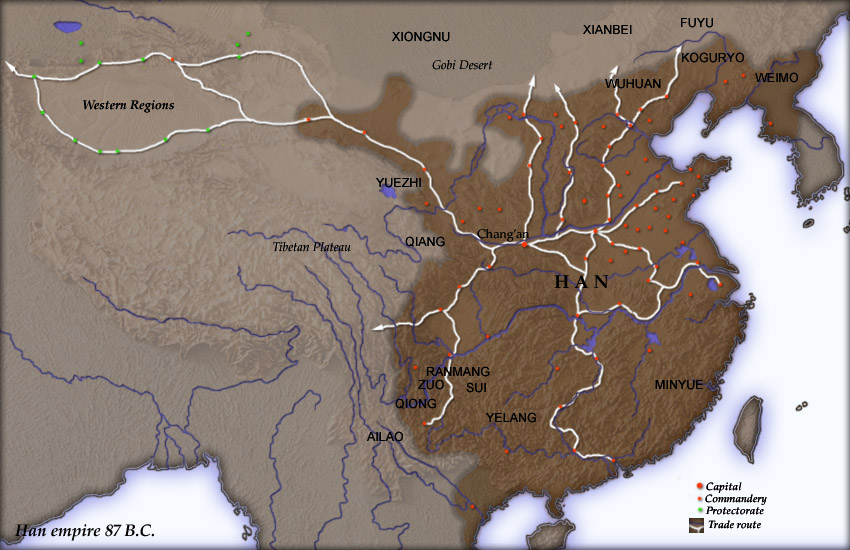
Estensione dei confini e dei protettorati della dinastia Han nel I secolo.

Nella gestione dei rapporti ufficiali (diplomatici e militari) con i potentati esteri afferenti gli ampi confini del loro impero, gli Han si trovarono ad affrontare diverse sfide. Nella fattispecie, emerse fin quasi da subito una particolare gestione per quei potentati che non si potevano/volevano conquistare:
- l'alleanza matrimoniale Heqin (zh. 和親T, 和亲S, HéqīnP, Ho-ch'inW, lett. "Pace matrimoniale"), cui ricorrere con i vicini/nemici troppo potenti per essere risolutivamente sconfitti: es. l'impero nomade degli Xiongnu dell'Altopiano della Mongolia, già oggetto d'importanti quanto non risolutivi sforzi militari del primo imperatore cinese Qin Shi Huang;[13][14] e
- il vassallaggio tributario cui costringere gli stranieri non in grado di costituire una minaccia per il Figlio del Cielo ma i cui territori non volevansi includere nell'impero: es. i greco-battriani Dayuan, sconfitti nella Guerra dei cavalli celesti del 104–101 a.C.

Pur impegnata nella guerra Han-Xiongnu (133 a.C.–89 d.C.), la Cina già nel 108–101 a.C. costrinse al vassallaggio i vari principotti del Bacino del Tarim (nell'attuale Xinjiang cinese): Loulan, Gushi, Luntai, ecc. Una volta sconfitti gli Xiongnu, gli Han istituirono il Protettorato delle Regioni occidentali (zh. 西域都護府T, 西域都护府S, Xīyù Dūhù FǔP, Hsi1-yü4 Tu1-hu4 Fu3W) per garantirsi il controllo sulla Via della seta estendendo ulteriormente la loro sfera d'ingerenza politica/tributaria. Molto diversa fu invece la gestione dei rapporti con le popolazioni meridionali (v.si Espansione meridionale degli Han), sistematicamente invase, occupate e mescolate con coloni Han con l'evidente volontà d'estendere a sud la Huaxia: il sopracitato regno di Nanyue; il regno di Minyue nel Fujian; il regno di Dian nello Yunnan; il Nam Việt; ecc. Giunti così a ridosso del Mar Cinese Meridionale, gli Han estesero la loro sfera d'influenza tecnologica e culturale nel Sud-est asiatico allacciando questa volta sì delle relazioni commerciali/tributarie con i lontani potentati dell'Indocina e dell'Insulindia, come il non ben identificato "regno di Huangzhi" che donò al Figio del Cielo un rinoceronte nel 2 d.C. Non mancarono anche contatti con il Giappone, a quel tempo ancora nella sua fase protostorica: Wang Chong, nel suo 論衡T, 论衡S, LunhengP, lett. "Discorsi equilibrati", registra che all'imperatore Han Chengdi (r. 33–7 a.C.) venivano presentati tributi di erbe giapponesi oltreché fagiani vietnamiti, mentre la cronaca dinastica ufficiale, il Libro degli Han, indica i giapponesi (zh. 倭T, Wa/WōP, lett. "Nani/Pigmei") come tributari.
Fu in questo contesto, soprattutto ma non solo nella relazione con i potentati degli stati oggi occupati dalle moderne Corea, Giappone e Vietnam, che l'esperienza maturata nei rapporti con Nanyue portò gli Han a codificare lo 外王内帝T, lett. "All'esterno Wáng, all'interno Dì".

## Gli stati coinvolti

### Corea
In Corea, il ricorso a titolazioni d'origine/matrice cinese cominciò durante il periodo dei c.d. "Tre regni di Corea", una lunga parentesi di caos politico (57 a.C.–668 d.C.) durante il quale tre grandi compagini statali in guerra tra loro, Baekje (co. 백제?, zh. 百濟T), Silla (co. 신라?, zh. 新羅T) e Goguryeo (co. 고구려?, zh. 高句麗T), controllarono l'intera penisola coreana e più o meno la metà della Manciuria a discapito di altre compagini minori: Baekje e Silla dominavano la metà meridionale della Penisola e Tamna (isola di Jeju); Goguryeo controllava la penisola di Liaodong, la Manciuria e la metà settentrionale della penisola coreana. Nel VII secolo, Silla si alleò con la Cina della dinastia Tang (618–907) ed unificò la penisola coreana per la prima volta nella sua storia. I cinesi profittarono della caduta di Baekje e Goguryeo per estendere ad oriente i loro domini, affidati ad un governo militare di cui però i coreani di sbarazzarono durante la guerra Silla-Tang (670-676). Successivamente, Go di Balhae, un generale Goguryeo, fondò il regno multietnico di Balhae nell'ex territorio Goguryeo dopo aver sconfitto i cinesi nella battaglia di Tianmenling. I governanti di Balhae usarono titoli imperiali, come Seongwang (co. 성왕?, zh. 聖王T) e Hwangsang (co. 황상?, zh. 皇上T) e avevano nomi di epoca indipendenti.
Nel 933, a Taejo di Goryeo (r. 918–943) fu conferito il titolo di 高麗國王T, lett. "Re di Goryeo" dall'imperatore Tang Mingzong (r. 926–933) della dinastia Tang posteriore (923–937), una delle effimere dinastie succedutesi al potere nel torbido Periodo delle Cinque Dinastie e dei Dieci Regni (907–960) che seguì al collasso dei Tang. Prima della sua capitolazione alla dinastia Yuan (1271–1363), la dinastia d'etnia mongola fondata da Kublai Khan, nipote di Gengis Khan, la prima a riunificare efficacemente la Cina dalla caduta dei Tang e ad ampliarne i confini, le designazioni e la terminologia imperiali erano ampiamente utilizzate dalla dinastia Goryeo (918–1392) a livello nazionale. I suoi governanti si definivano "Figli del Cielo" come gli imperatori cinesi: es. Gyeongsun di Silla si rivolse a Taejo di Goryeo chiamandolo "Figlio del Cielo" quando gli si arrese. La dinastia Song (960–1279) e le contestuali dinastie Liao (901–1125) e Jin (1115–1234), due dinastie "barbare" installatesi nella Cina del Nord, erano ben informate sull'uso dei titoli imperiali da parte di Goryeo e tollerarono tale pratica.
Fiaccata da quattro decenni di attacchi mongoli (1231–1270), la Corea-Goryeo capitolò, come anticipato, all'Impero cinese di Kublai Khan (r. 1271–1294) ed accettò di divenirne una regione semi-autonoma. Contestualmente, l'uso del titolo imperiale, anche a livello interno, da parte dei monarchi indigeni vi decadde. I sovrani coreani tornarono così a contentarsi del titolo regio e fu inoltro loro formalmente proibito dagli Yuan avere nomi templari, riservati specificamente ai soli imperatori cinesi. Nel 1356, Gongmin di Goryeo (r. 1351–1374) dichiarò l'indipendenza dalla dinastia Yuan, ormai allo sbando sotto Toghon Temür (r. 1333–1368), pressato da ribellioni interne e dal tradimento dei suoi familiari.
Nel 1392, Taejo di Joseon rovesciò la dinastia Goryeo e fondò la dinastia Joseon (1392–1897). Gli fu conferito il titolo 朝鮮國王T, lett. "Re di Joseon" dall'imperatore Ming Hongwu (r. 1368–1398), fondatore della dinastia Ming (1368–1644) che andava rapidamente ricostruendo l'egemonia geopolitica cinese. Sia a livello nazionale sia internazionale, i monarchi Joseon tennero per sé il solo titolo di "Re" mai aspirando a quello di "Imperatore", memori di quanto occorso a Goryeo.

### Giappone

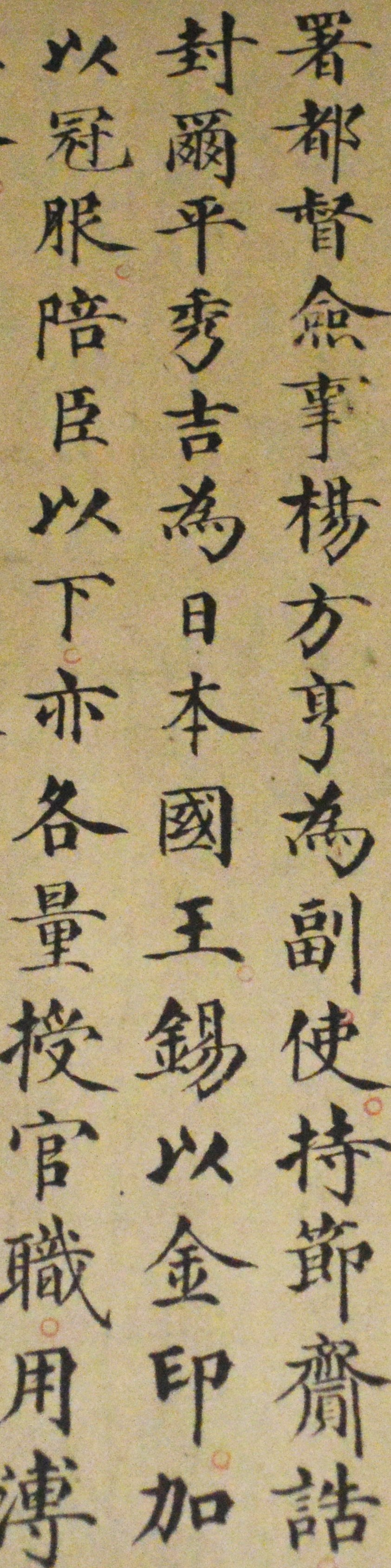
Il documento ufficiale Ming che, chiamandolo "Re del Giappone", spinse Toyotomi Hideyoshi ad invadere la Corea tributaria della Cina.

Gli imperatori cinesi originariamente si riferivano ai sovrani giapponesi dell'etnia Yamato come 倭王T, lett. "Re di Wa", ove "Wa" era il termine sinico per indicare l'Arcipelago giapponese, mentre gli Yamato chiamavano sé stessi kimi/ōkimi. Alcuni governanti Yamato, intenti a costruire delle più solide compagini statali, in particolare i c.d. "Cinque re di Wa", accettarono la sovranità cinese.
Al tempo della dinastia Sui (581–618), che riunificò la Cina dopo quasi quattro secoli di lotte intestine successivi alla caduta degli Han, completando l'opera dei Wei del nord (386–584) e spianando la strada ai Tang, il diplomatico giapponese Ono no Imoko consegnò una lettera del principe Shōtoku (r. 593–622) all'imperatore Sui Yangdi (r. 604–618), provocandone le ire, in cui affermava che l'imperatrice Suiko (r. 592–628) era «figlia del cielo ove sorge il sole», implicando uno status paritario tra i monarchi giapponesi e quelli cinesi, «figli del cielo ove tramonta il sole». Da allora, l'Imperatore del Giappone adottò per sé il titolo Tennō (天皇? Divino imperatore) anche nei suoi rapporti con il Trono del Dragone. La Cina non riconobbe ufficialmente il Tennō ma fece ben poco per costringere i governanti giapponesi a tornare a titoli minori. Per parte loro, comunque, i Tang seguitarono a chiamare i sovrani nipponici 日本國王T, lett. "Re del Giappone", provocando la temporanea chiusura delle missioni tributarie giapponesi nell'894. Il titolo di 日本國王T, lett. "Re del Giappone" sarebbe stato, da lì innanzi, talvolta utilizzato dai reggenti nipponici, per es. gli Shōgun, per gestire pacificamente i rapporti commerciali con la Cina.
Come nel caso sopracitato della Corea, anche nei suoi rapporti con il Giappone Kublai Khan, Khagan dei mongoli ed imperatore dei cinesi, volle trasformare il vassallaggio tributario nipponico in una più concreta sottomissione alla sua autorità. Anzitutto, Kublai pretese dal "Re del Giappone" la sottomissione e, quando Shikken Hōjō Tokimune (r. 1268–1284) rifiutò, lanciò le invasioni mongole del Giappone (1274–1281), sfortunatamente per lui conclusesi in un dispendioso nulla di fatto.
Durante il periodo Nanboku-chō (1336–1392), quando la dinastia imperiale stessa del Giappone vacillò, il principe Kaneyoshi (1336–1372) rifiutò il titolo di "Re" concessogli dalla Cina e uccise sette ambasciatori cinesi per rappresaglia. Erano però gli anni turbolenti del declino degli Yuan e delle complesse guerre civili che portarono all'ascesa di Ming Hongwu. Una volta riassestatosi sotto lo Shogunato Ashikaga (1336–1573), apertosi proprio con il Nanboku-chō, il Giappone dovette fare i conti con il crescente peso geopolitico della Cina Ming: in questo contesto va letta la scelta dello shōgun Ashikaga Yoshimitsu (r. 1367–1408) di accettare il titolo di 日本國王T, lett. "Re del Giappone" dall'imperatore Ming Yongle (r. 1402–1424), figlio di Hongwu e promotore d'una vigorosa quanto fruttuosa politica imperialistica che non trascurò eclatanti exploit marittimi (v.si Armata del tesoro dei Ming), per riallacciare stabili rapporti commerciali con i mercanti cinesi. Durante il turbolento Periodo Sengoku (1467–1603) che chiuse lo Shogunato Ashikaga i rapporti sino-giapponesi tornarono però a degenerare. Anzitutto, nel 1549, shōgun Ashikaga Yoshiteru (r. 1545–1565), impegnato a far pesare la sua autorità su riottosi daimyō ormai assurti al rango di Signori della guerra, risolse d'interrompere ogni anche solo formale riconoscimento dell'egemonia regionale della Cina. Cinquant'anni dopo, la contesa sull'uso inopportuno da parte dei Ming del titolo di 日本國王T, lett. "Re del Giappone" nei confronti di Toyotomi Hideyoshi scatenò le invasioni giapponesi della Corea (1592-1598).
Durante lo shogunato Tokugawa (1603–1868), Tokugawa Hidetada (r. 1605–1623) cambiò il titolo di "Re" in Taicun (jp. 大君?, taikun), in segno di rispetto verso l'imperatore giapponese. Tokugawa Ienobu (r. 1709–1712) tornò ad usare "Re" e Tokugawa Yoshimune (r. 1716–1745) rimise invece in auge taikun.

### Vietnam
Come anticipato, la Cina degli Han occupò il Nam Việt, ovvero la "terra dei barbari del sud", nel 111 a.C. e l'assoggettò all'Impero in quella che passò alla storia come la "Prima dominazione cinese del Vietnam" (111 a.C.–39 d.C.), mentre altre terre già di Nanuye come il Guangdong ed il Guangxi divenivano in pianta stabile delle province cinesi. Salvo un breve periodo d'indipendenza nel quadriennio 40–43 d.C., il Vietnam, con la Seconda dominazione cinese (43–544), fu in ultima analisi soggetto diretto della Cina (pur di lì a breve non più politicamente unita, v.si Tre Regni, 220–265) per oltre sei secoli e per ciò fortemente sinicizzato, a differenza degli altri regni del Sud-est asiatico.
Nel 544, Lý Nam Đế (r. 544–548) si liberò del giogo cinese e fondò la Prima dinastia Lý (544–602), proclamandosi 万春帝T, lett. "Imperatore di Vạn Xuân". Poco più di cinquant'anni dopo, però, la Cina dei Sui (e successivamente dei Tang) riportò il paese sotto il gioco del Trono del Dragone con la Terza dominazione cinese del Vietnam (602–905), proseguendone la sinicizzazione.
Nel 968, Đinh Bộ Lĩnh fondò l'effimera dinastia Đinh (968–981), proclamandosi "Imperatore" ma abolendo il vecchio titolo di 靜海軍節度使T, Jinghaijun JiedushiP, derivato dal titolo del comandante militare cinese che aveva controllato quella regione durante la dominazione sinica, e l'imperatore Song Taizu (r. 960–976) dell'allora neonata dinastia Song in seguito gli conferì il titolo di , lett. "Re della prefettura di Jiaozhi". Nel 986, Lê Hoàn ricevette il titolo di 靜海軍節度使T, Jinghaijun JiedushiP quando l'emissario della dinastia Song lo visitò, e fu promosso, nel 988, 檢校太尉T, lett. "Gran Comandante Procuratore". Ottenne successivamente i titoli di 交趾郡王T, lett. "Principe della Commenda di Jiaozhi" (993) e 南平王T, lett. "Re di Nanping" (997).
Nel 1010, Lý Thái Tổ fondò la dinastia Lý (1009–1225) e gli fu concesso il titolo di , lett. "Principe di Jiaozhi" dall'imperatore Song Zhenzong (r. 997–1022). Nel 1174, Lý Anh Tông ricevette il titolo 安南國王T, lett. "Re di Annan [i.e. Re del Sud pacificato]", come allora i cinesi chiamavano il Vietnam. A livello nazionale, i governanti della dinastia Lý mantennero l'uso del titolo di "imperatore".
Come valso per Corea e Giappone, anche il Vietnam (il Sud-est asiatico in generale, v.si Invasioni mongole del Sud-est asiatico) fu oggetto di mire espansionistiche da parte di Kublai Khan che mirò al ritorno d'una occupazione cinese sul Annan. Le Invasioni mongole del Vietnam furono però infruttuose e gli Yuan dovettero contentarsi di mantenere il Vietnam quale stato tributario. Furono invece i Ming di Yongle a realizzare la Quarta dominazione cinese del Vietnam (1407–1427), stroncata da Lê Lợi (r. 1428–1433), fondatore della dinastia Lê posteriore (1428–1527), che rivendicò la regalità con il titolo 大王T, lett. "Đại Vương". Fu solo con Lê Thánh Tông (r. 1460-1497) che i governanti vietnamiti rivendicarono i titoli imperiali, in un generale contesto di massiccio riavvicinamento anzitutto culturale ai Ming e quindi rientrando nel 外王内帝T, lett. "All'esterno Wáng, all'interno Dì". Il sistema continuò ad essere utilizzato fino alla fine della dinastia, poiché tutti i governanti rivendicarono lo status imperiale a livello nazionale e tornarono al rango reale quando trattavano con la Cina, riconoscendosi tributari del Trono del Dragone.
All'imperatore Gia Long (r. 1802–1820), fondatore della dinastia Nguyễn (1802–1945), fu conferito il titolo 越南國王T, lett. "Re del Việt Nam" dall'imperatore Qing Jiaqing (r. 1760–1822). Gli Nguyễn accettarono la sovranità cinese e adottarono il titolo di "Re" nei rapporti con Pechino, presentandosi però con il titolo di 大越南皇帝T, lett. "Imperatore di Đại Việt Nam" e successivamente di 大南皇帝T, lett. "Imperatore di Đại Nam" non solo al loro popolo ma anche nelle loro relazioni con le altre potenze estere. Gli Nguyễn, inoltre, si riferivano al loro regno come alla "Dinastia del sud", in relazione con la "Dinastia del nord" i.e. i Qing, implicando così uno status paritario con la Cina.

### Esplicative
1. ↑  Due importanti fonti cinesi, i 凯州外区记T, lett. "Registri del territorio esterno della regione di Jiao" e i 金太康记T, lett. "Registri dell'era Taikang dei Jin", entrambi citati nello Shui Jing ZhuP e negli Đại Việt sử ký toàn thư, lett. "Annali storici completi di Đại Việt, menzionano anche la conquista militare da parte di Zhao del Âu Lạc.[10][11]

### Bibliografiche
1. ↑  Dull 1990, p. 59.
2. ↑  Shiji.
3. ↑  (EN) Sarah Allan, Erlitou and the Formation of Chinese Civilization: Toward a New Paradigm, in The Journal of Asian Studies, vol. 66, n. 2, Cambridge University Press, maggio 2007,  pp. 461-496, DOI:10.1017/S002191180700054X.
4. ↑  (EN) Sarah Allan, Shape of the Turtle, The: Myth, Art, and Cosmos in Early China, SUNY Press, 1991,  p. 59, ISBN 978-0-7914-9449-3.
5. ↑  (EN) Michael Nylan, "Empire" in the Classical Era in China (304 BC–AD 316), in Oriens Extremus, vol. 46, Harrassowitz Verlag, 2007,  pp. 48-83, JSTOR 24047664.
6. ↑  (EN) Zhao Dingxin, The Mandate of Heaven and Performance Legitimation in Historical and Contemporary China, in American Behavioral Scientist, vol. 53, n. 3, Sage Publications, 2009,  pp. 416-433, DOI:10.1177/0002764209338800.
7. 1 2  Watson 1993, v. II p. 208.
8. 1 2 3  Shiji, v. 113: Rapporti su Nanyue.
9. ↑  Watson 1993, v. II p. 240.
10. ↑  Shuijing zhu "Vol. 37, Section Yin river" - ed. (EN) Academic Dependency Theory and the Politics of Agency in Area Studies: The Case of Anglophone Vietnamese Studies from the 1960s to the 2010s, in Journal of Historical Sociology, traduzione di Yufen Chang, vol. 35, n. 1, 2022,  pp. 49 e 37–54..
11. ↑  (VI) Ngô Sĩ Liên et al., [Registri delle periferie, Vol. 1, Registro di Thục, Re di An Dương], in ĐVSKTT.
12. ↑  Watson 1993, v. II p. 241.
13. ↑  Ebrey, Walthall e Palais 2006, p. 51.
14. ↑  (ZH) Mingde Cui, 中国古代和亲史 [Storia del Heqin nell'Antica Cina], Pechino, Renmin Chubanshe, 2005,  pp. 631-688, ISBN 978-7-01-004828-4.
15. ↑  Yü 1986, pp. 409-411.
16. ↑  Gernet 1996, p. 128.
17. ↑  Yü 1986, pp. 451-458.
18. ↑  Yü 1986, p. 456.
19. ↑  Yü 1986, pp. 457-458.
20. ↑  Gernet 1996, pp. 126-127.
21. ↑  Yü 1986, p. 453.
22. ↑  (EN) Wang Chong, Lun-hêng, Part 1, Philosophical Essays of Wang Ch'ung, traduzione di Alfred Forke, Otto Harrassowitz, 1907,  p. 208.
23. ↑  Hanshu, 地理志T, DilizhiP, lett. "Trattato di geografia".
24. ↑  (EN) Stephen Kotkin e David Wolff, Rediscovering Russia in Asia: Siberia and the Russian Far East: Siberia and the Russian Far East, Routledge, 4 marzo 2015, ISBN 978-1-317-46129-6. URL consultato il 15 luglio 2016.
25. ↑  (EN) Zhenping Wang, Tang China in Multi-Polar Asia: A History of Diplomacy and War, University of Hawaii Press, 2013,  p. 95.
26. ↑  (EN) Encyclopedia of Korean Culture, Academy of Korean Studies.
27. ↑  (EN) Jinwung Kim, A History of Korea: From "Land of the Morning Calm" to States in Conflict, Indiana University Press, 2012,  p. 88, ISBN 9780253000248.
28. 1 2 3  (EN) John Man, Kublai Khan, Bantam Press, 2006.
29. 1 2 3  Elisonas 1991.
30. ↑  (EN) David M. Robinson, Empire's Twilight: Northeast Asia Under the Mongols, Harvard University Press, 2009,  p. 128, ISBN 9780674036086.
31. 1 2  (EN) Henry H. Em, The Great Enterprise: Sovereignty and Historiography in Modern Korea, Duke University Press, 2013,  p. 35, ISBN 978-0-8223-5372-0.
32. 1 2  (EN) Sterling Seagrave e Peggy Seagrave, The Yamato Dynasty: The Secret History of Japan's Imperial Family, Crown, 14 agosto 2001, ISBN 978-0-7679-0497-1.
33. 1 2 3  (EN) Adriana Boscaro, Franco Gatti e Massimo Raveri (a cura di), Rethinking Japan: Social Sciences, Ideology and Thought, II, Japan Library Limited, 2003,  p. 300, ISBN 978-0-904404-79-1.
34. ↑  (ZH) 唐丞相曲江張先生文集-敕日本國王書.
35. ↑  (EN) Emperor Akihito steps down, marking the end of three-decade Heisei era, in The Straits Times, ISSN 0585-3923 (WC · ACNP).
36. ↑  (EN) Ben-Ami Shillony, The Emperors of Modern Japan, BRILL, 2008, ISBN 978-90-04-16822-0.
37. ↑  (EN) Christopher Howe, The Origins of Japanese Trade Supremacy: Development and Technology in Asia from 1540 to the Pacific War, University of Chicago Press, 1996,  p. 337.
38. ↑   Taicun - Dizionario Italiano online Hoepli, su Grandidizionari.it. URL consultato il 21 gennaio 2018.
39. ↑   Marco Mancini, Orientalismi, in Enciclopedia dell'italiano, Roma, Istituto dell'Enciclopedia Italiana, 2010-2011. URL consultato il 19 gennaio 2018.
40. 1 2  (EN) Leo Suryadinata, Ethnic Chinese As Southeast Asians, Institute of Southeast Asian Studies., 1997.
41. ↑  (EN) Keith Weller Taylor, The Birth of the Vietnam, University of California Press, 1983,  pp. 285 e 287, ISBN 9780520074170.
42. ↑  Đại Việt sử ký toàn thư (zh. 大越史記全書T, lett. "Annnali del grande Yue")
43. ↑  Storia dei Song, 宋史·交趾傳T, lett. "Libro di Jiaozhi"
44. ↑  (EN) Do Thanh Hai, Vietnam and the South China Sea: Politics, Security and Legality, 2016, ISBN 9781317398202.
45. ↑  (EN) David C. Kang, China Rising: Peace, Power, and Order in East Asia, 2010, ISBN 9780231141895.
46. ↑  (EN) Victor H. Mair e Liam Kelley, Imperial China and Its Southern Neighbours, 2015, ISBN 9789814620536.
47. ↑  Womack 2012.
48. ↑  (EN) Kathlene Baldanza, Ming China and Vietnam: Negotiating Borders in Early Modern Asia, Cambridge University Press, 2016.

### Fonti
- (AR) Rashid al-Din Hamadani, Jami' al-tawarikh, XIV secolo. ed. (EN) Rashid al-Din Hamadani, The Successors of Genghis Khan, traduzione di John Andrew Boyle, Columbia University Press, 1971.
- (ZH) Ban Biao, Ban Gu e Ban Zhao, 漢書T, 汉书S, HànshūP, Ch'ien Han ShuW, lett. "Libro di Han" [Libro degli Han], 二十四史S, Èrshísì ShǐP, lett. "Ventiquattro Storie", 111 d.C.
- (ZH) Sima Tan e Sima Qian, 史記T, ShǐjìP, lett. "Memorie storiche/di uno storico", 94 a.C. ed. (EN) Sima Qian, Records of the Grand Historian, traduzione di Burton Watson, 2 v., Columbia University Press, 1993.
- (ZH) Song Lian (a cura di), 元史T, Yuán ShǐP, lett. "Storia di Yuan" [Storia degli Yuan], 二十四史S, Èrshísì ShǐP, lett. "Ventiquattro Storie", 1370.
- (ZH) Toqto'a (a cura di), 宋史T, Sòng ShǐP, lett. "Storia di Song" [Storia dei Song], 二十四史S, Èrshísì ShǐP, lett. "Ventiquattro Storie", 1345.

### Studi
- (EN) Jack Dull, The Evolution of Government in China, in Paul S. Ropp (a cura di), Heritage of China: Contemporary Perspectives on Chinese Civilization, University of California Press, 1990, ISBN 978-0-520-06441-6.
- (EN) Patricia Buckley Ebrey, Anne Walthall e James B. Palais, East Asia: A Cultural, Social, and Political History, Boston, Houghton Mifflin, 2006, ISBN 978-0-618-13384-0.
- (EN) Jurgis Elisonas, 6: The inseparable trinity: Japan's relations with China and Korea, in John Whitney Hall e James McClain (a cura di), Volume 4. Early modern Japan, The Cambridge History Of Japan, Cambridge University Press, 1991,  pp. 235-300, DOI:10.1017/CHOL9780521223553.007, ISBN 9781139055086, OCLC 457145748, OL OL34559118M.
- (EN) Jacques Gernet, A History of Chinese Civilization, Cambridge University Press, 1996, ISBN 978-0-521-49781-7.
- (EN) Dennis Twitchett e Michael Loewe (a cura di), Volume 1: The Ch'in and Han Empires, 221 B.C.-A.D. 220, The Cambridge History of China, Cambridge University Press, 1986, ISBN 0-521-24327-0.
- (EN) B. Womack, Asymmetry and China's Tributary System, in The Chinese Journal of International Politics, vol. 5, n. 1, 2012,  pp. 37-54.
- (EN) Ying-shih Yü, Han Foreign Relations, in Twitchett e Loewe 1986, pp. 377-462, 1986.